# 奧地利航空
奧地利航空是奧地利的國家航空公司，為漢莎航空集團的子公司，亦是星空聯盟的成員。總部設於奧地利施韋夏特，樞紐機場為維也納國際機場。奧地利航空旗下擁有蒂羅林航空（奧地利飛箭航空）及維也納航空。2019年，奧地利航空的總載客量約1,470萬人次。

## 歷史

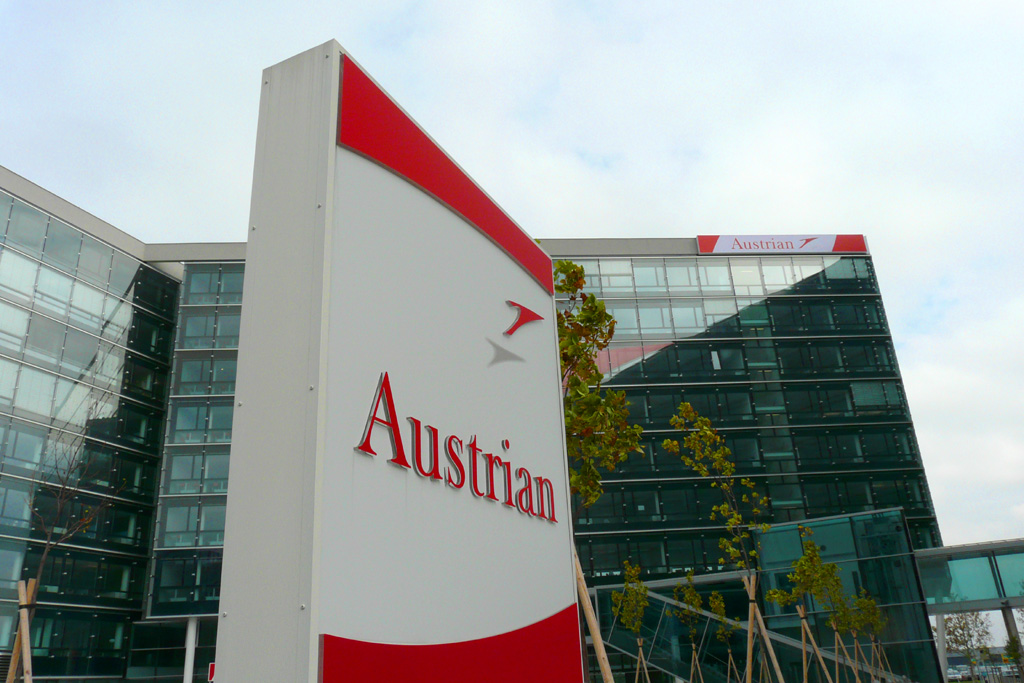
奧地利航空總部

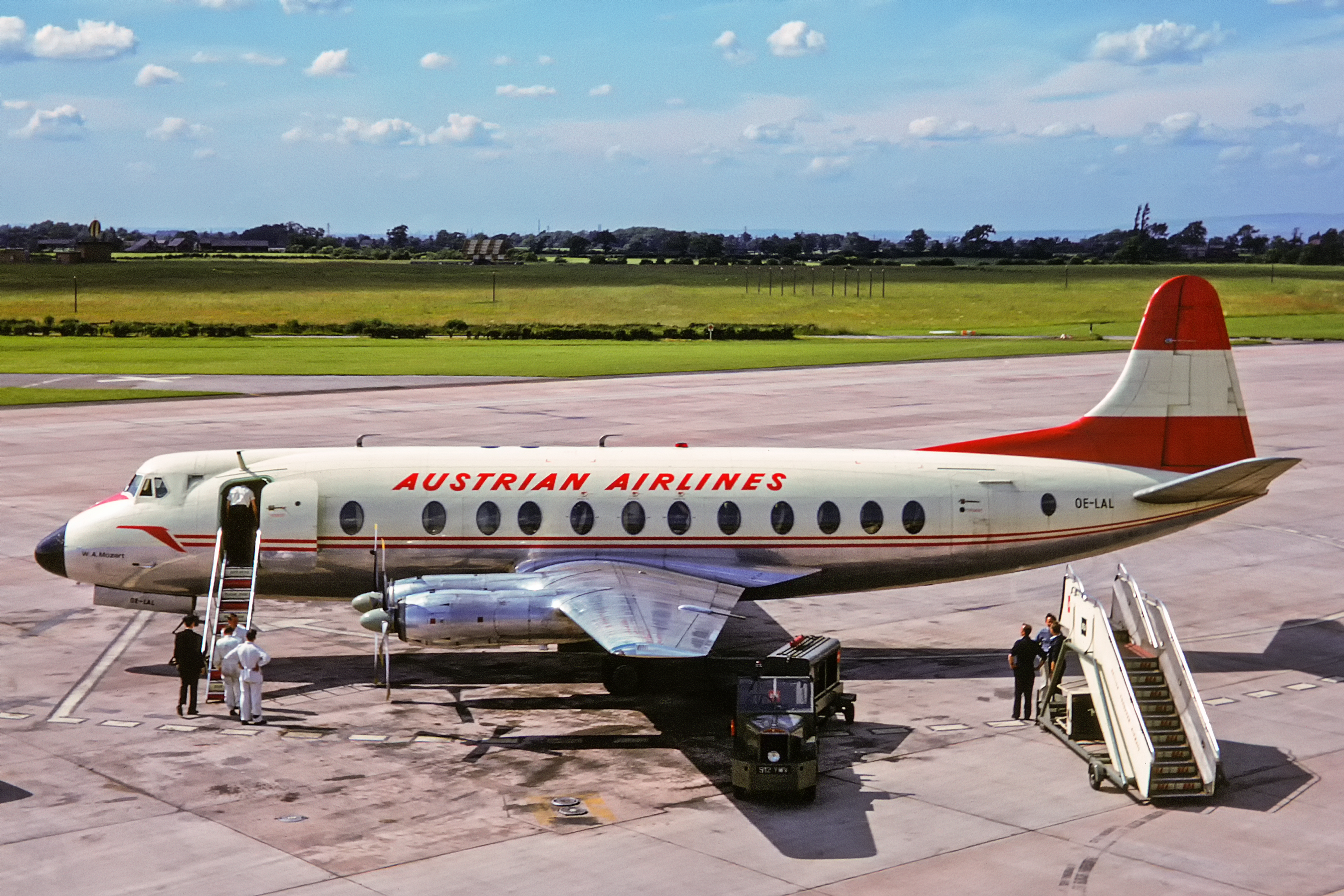
一架奧地利航空的維克斯子爵客机在曼徹斯特機場

奧地利航空成立於1957年9月30日，於1958年3月18日以維克斯子爵式779開出首個航班，由奧地利維也納開往英國倫敦。奧地利航空是由Air Austria及Austrian Airways兩間航空公司合併而成的。1963年，奧地利航空訂購其第一架噴射客機卡拉維爾客機。奧地利航空於1969年5月1日開辦跨大西洋航線，與比利時航空聯營維也納至布魯塞爾及紐約航線。

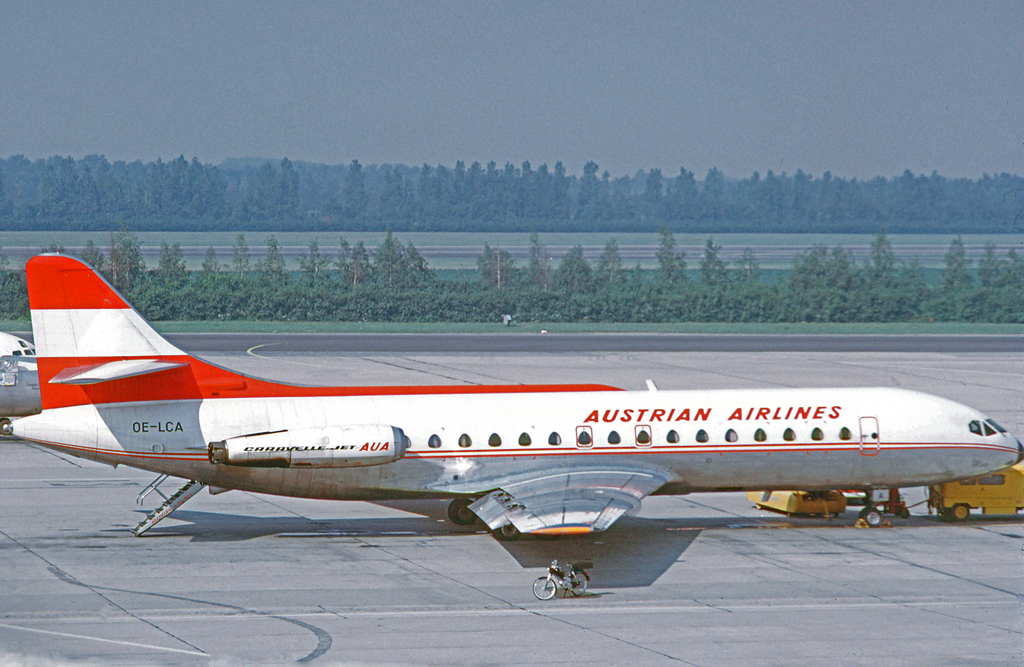
奧地利航空於1963年引入首架噴射客機卡拉維爾客機

在2000年3月26日，奧地利航空加入了星空聯盟。2001年1月，奧地利航空收購了勞達航空大部分股份，並於同年2月收購了萊茵谷航空（Rheintalflug）。2004年10月1日，奧地利航空與勞達航空的航班營運部門合併為單一部門，勞達航空品牌只負責包機航班。
2008年11月，國有的奧地利工業股份集團（ÖIAG）宣佈漢莎航空取得奧地利航空41.6%股份，使漢莎航空得到奧地利航空的控股權。得到歐洲委員會許可後，漢莎航空於2009年9月全面收購奧地利航空。自2010年2月4日起，維也納證券交易所把奧地利航空集團停牌。
2014年10月，奧地利航空宣佈將於2015年3月31日把蒂羅林航空併入旗下。

## 航點及代碼共享
奧地利航空主要經營來往中歐及東歐地區的航班。
奧地利航空的最長程航線為澳洲墨爾本 (經新加坡) 及澳洲悉尼 (經吉隆坡)，但由於載客量持續偏低，於2007年3月25日停止營運。2007年結束往加德滿都、布吉、馬累、毛里求斯和可倫坡的航線。
2006年奧地利航空把旗下4架A330-200和2架A340-300出售，使每年能節省4,000萬歐元的支出。這些飛機售予法國航空、法國空軍和TAP葡萄牙航空。由於機隊中的長途客機數量減少，因此奧地利航空停辦了部分長途航線。。
奧地利航空是少數有經營伊拉克航線的航空公司，2006年12月開辦了艾比爾航線，但於翌年結束，其後於2008年4月2日恢復了該航線。2010年10月開辦了孟買航線，巴格達航線亦在2011年6月8日開通。
2016年奧地利航空再次復辦香港至維也納航線，但已於2018年再次停辦。

### 代碼共享
奧地利航空與以下航空公司實行代碼共享：
星空聯盟成員
- 加拿大航空
- 中國國際航空
- 印度航空
- 全日空
- 韓亞航空
- 布魯塞爾航空
- 克羅地亞航空
- 埃及航空
- 埃塞俄比亞航空
- LOT波蘭航空
- 漢莎航空
- 北歐航空
- 瑞士國際航空
- TAP葡萄牙航空
- 泰國國際航空
- 聯合航空
- 長榮航空

其他航空公司
- 法國航空（天合聯盟）
- 馬耳他航空
- 波羅的海航空
- 阿塞拜疆航空
- 曼谷航空
- 白俄羅斯航空
- 國泰航空（寰宇一家）
- 歐洲之翼航空
- 格魯吉亞航空
- 伊朗航空
- 盧森堡航空
- 黑山航空
- 羅馬尼亞航空（天合聯盟）
- 烏克蘭國際航空

## 機隊

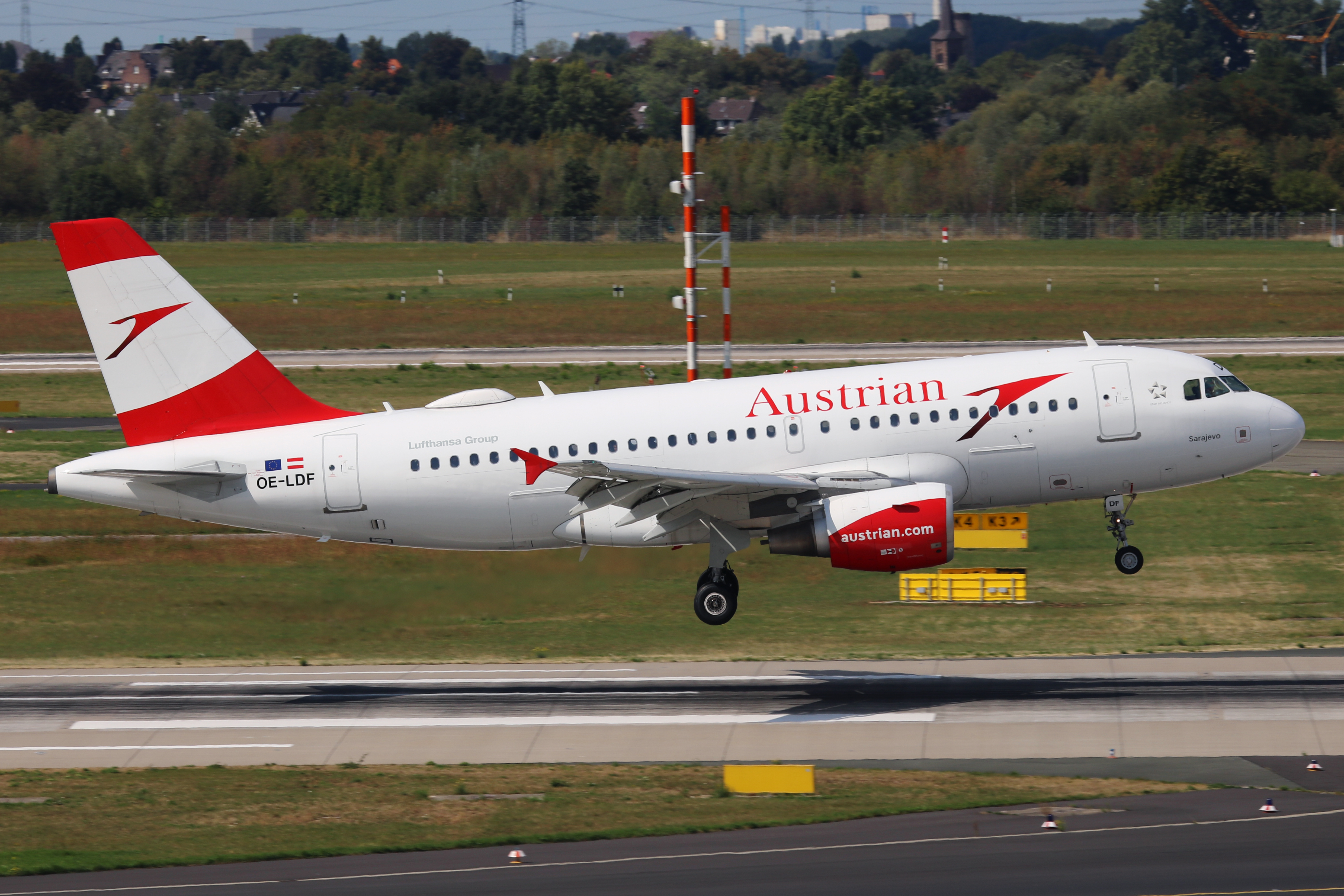
空中巴士A319

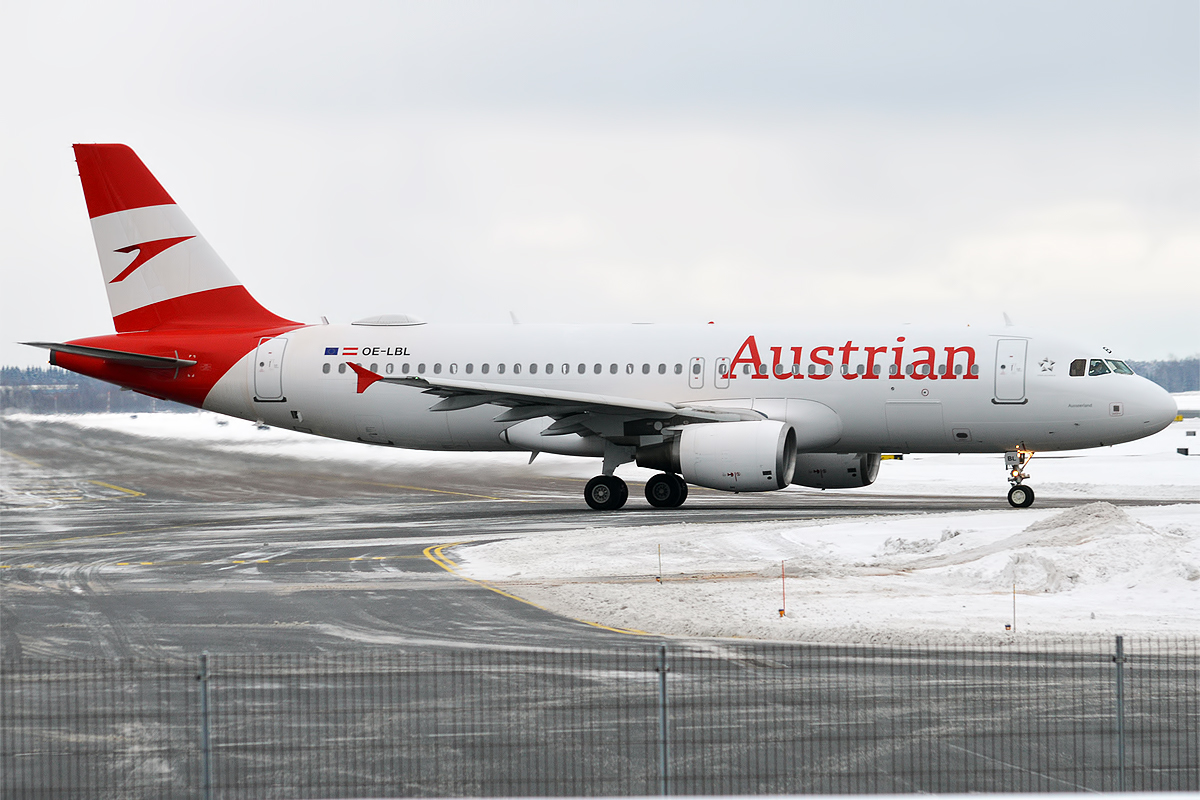
空中巴士A320

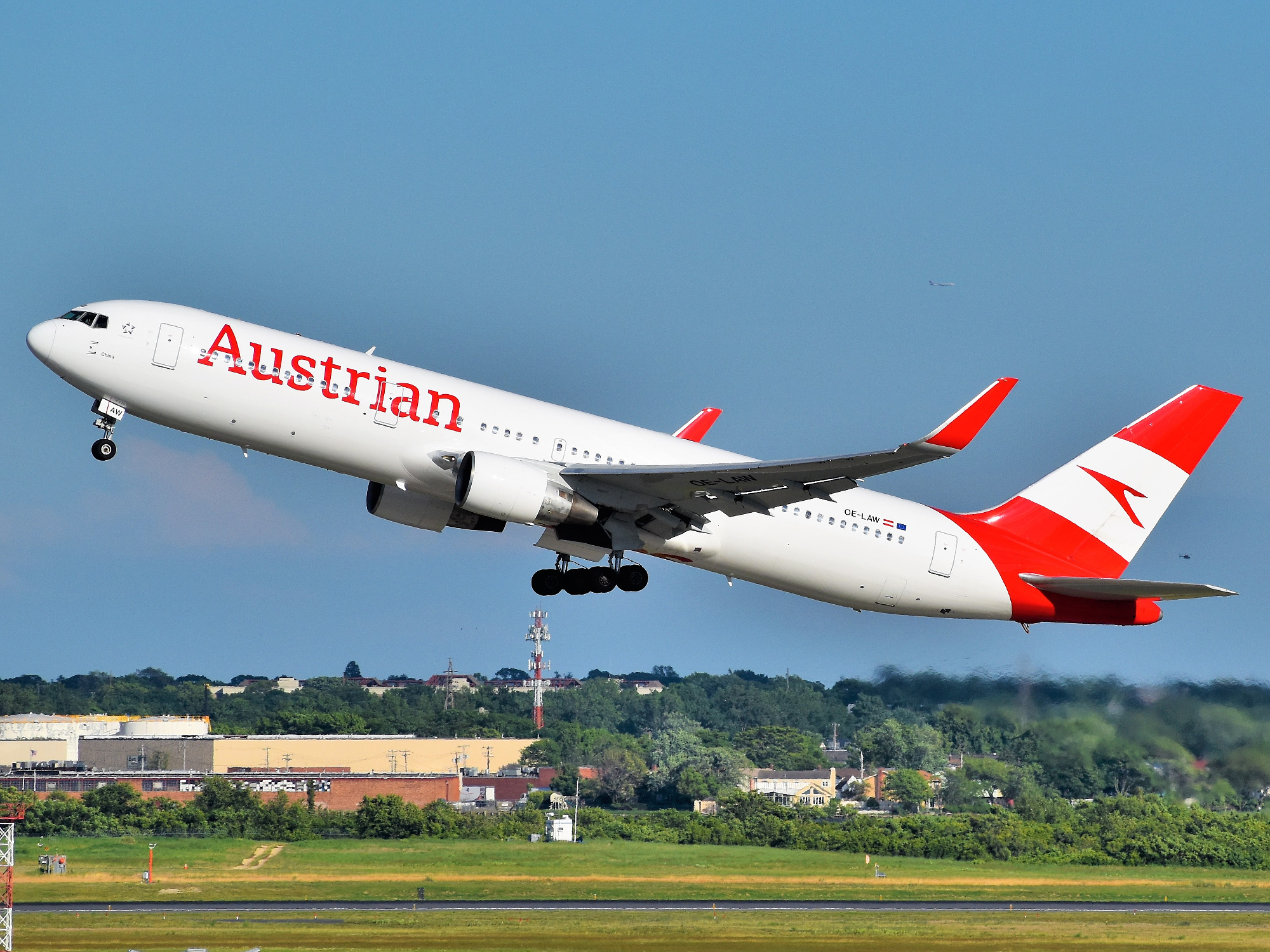
波音767-300ER，而圖中飛機冠名為「中國號」

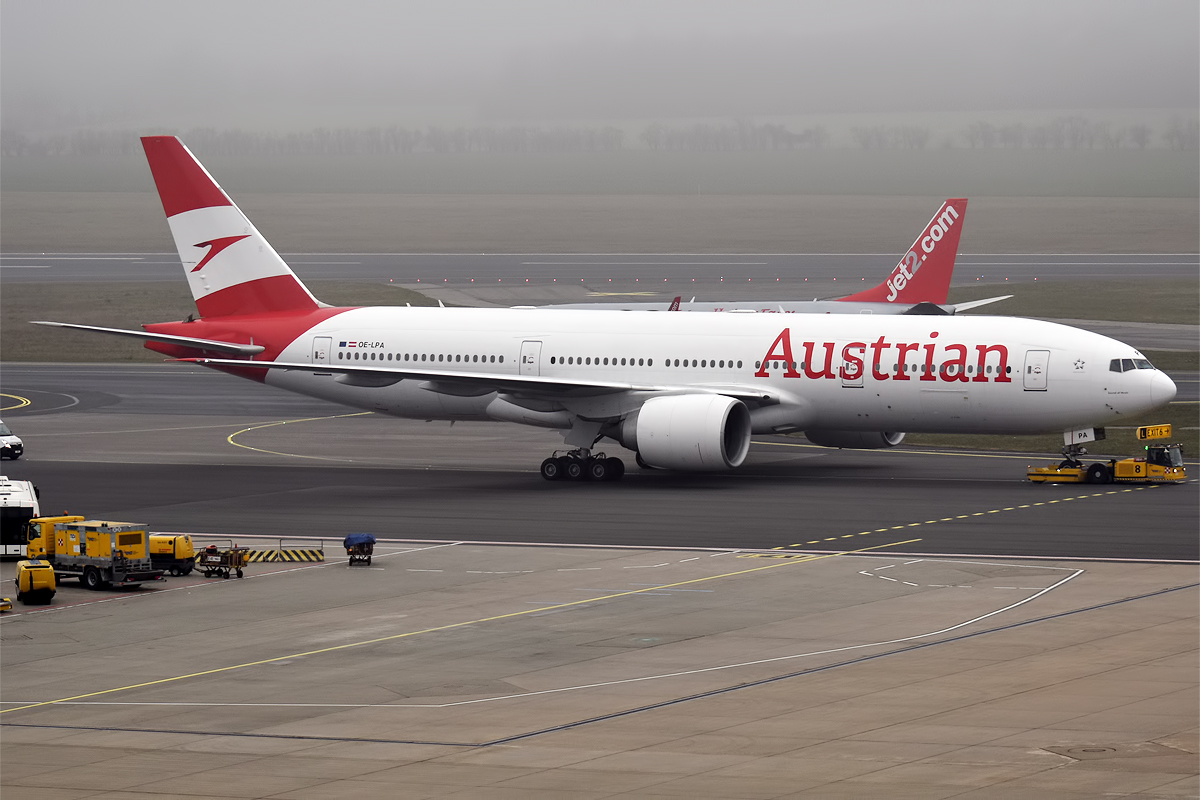
波音777-200ER

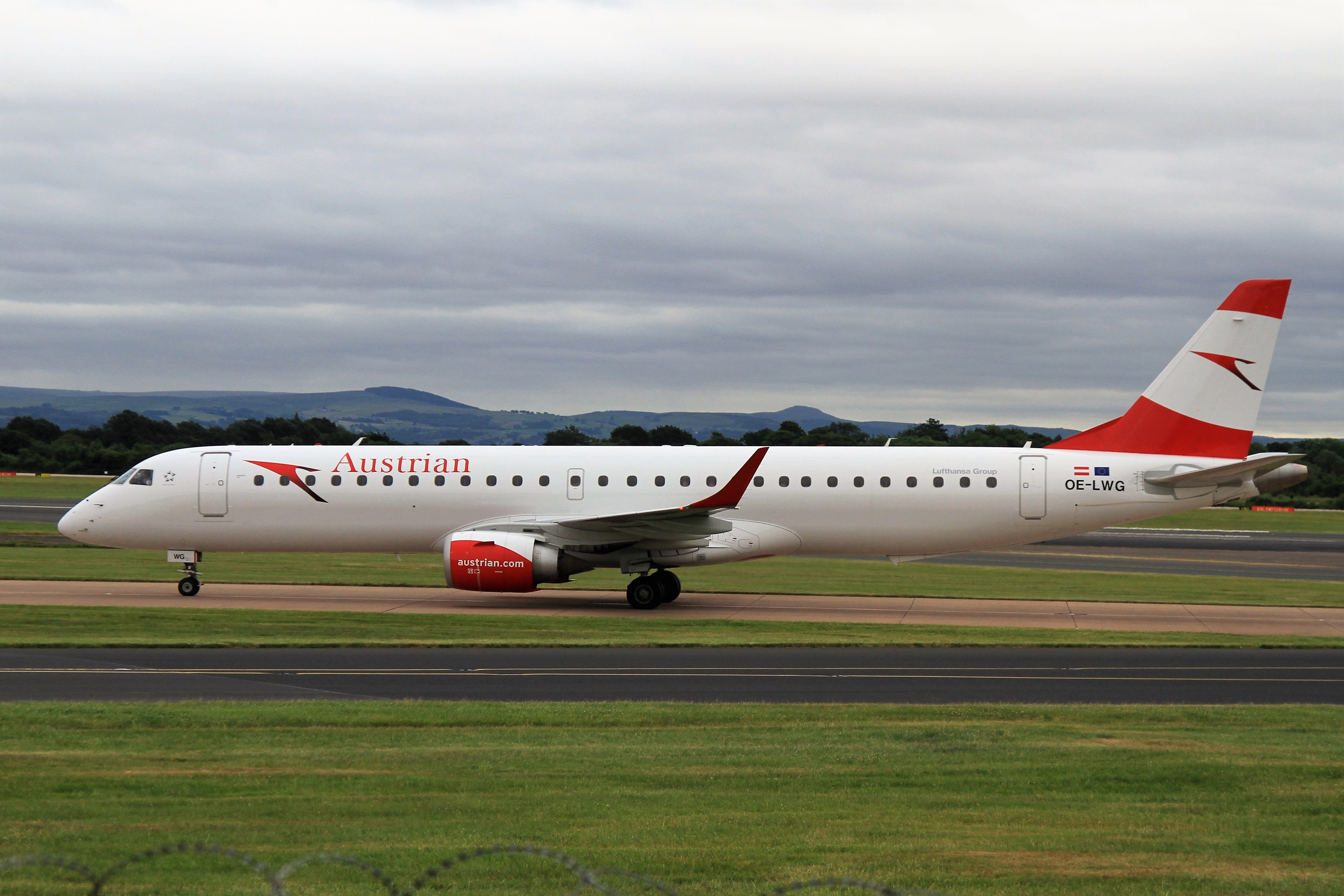
巴西航空工業E195

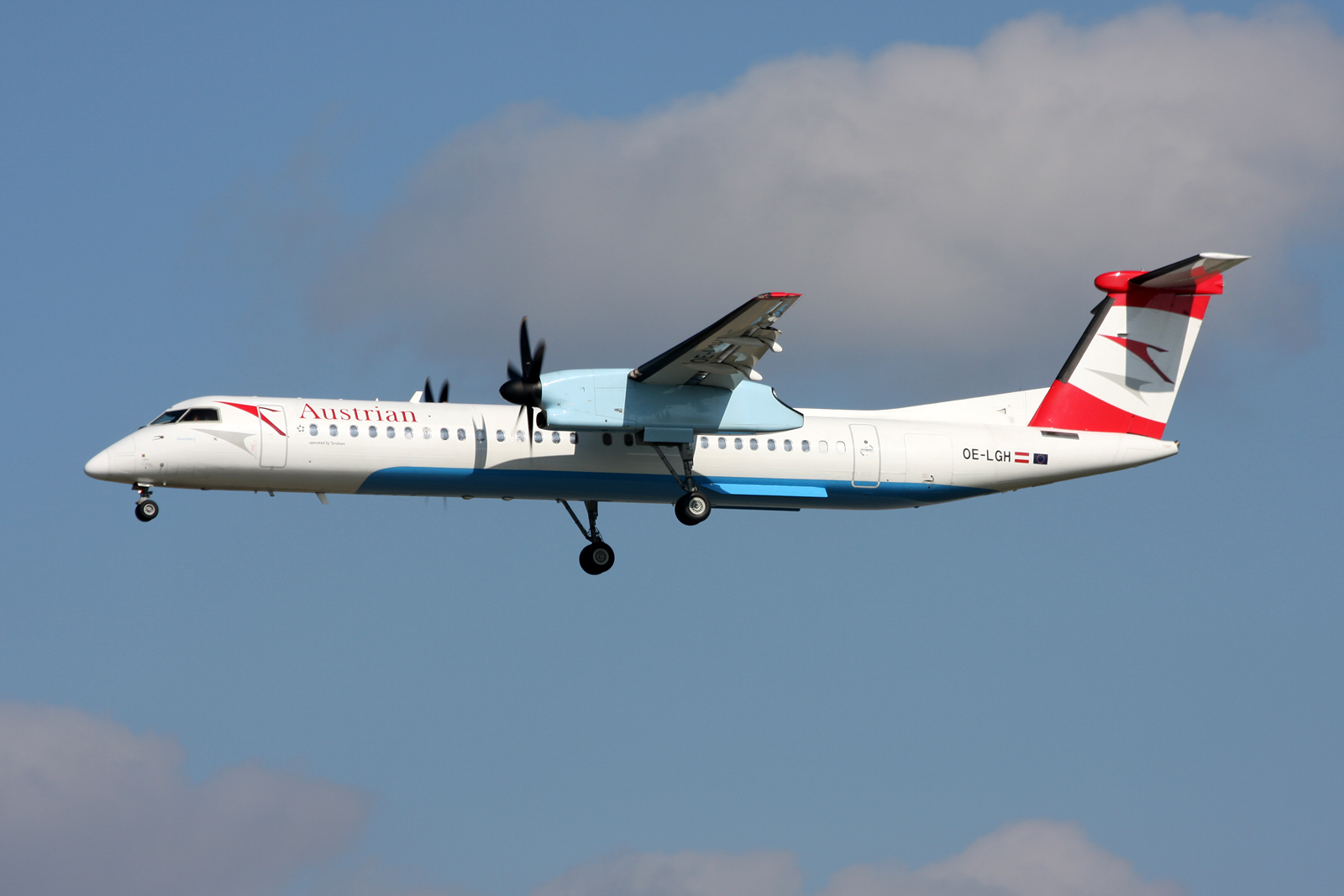
龐巴迪Dash 8-400

### 現役機隊
截至2024年3月，奧地利航空的機隊如下 ：
*備註：A319、A320、A321、E-195、Dash 8-400的經濟艙可因應實際需求而改為商務客位

### 已退役機型

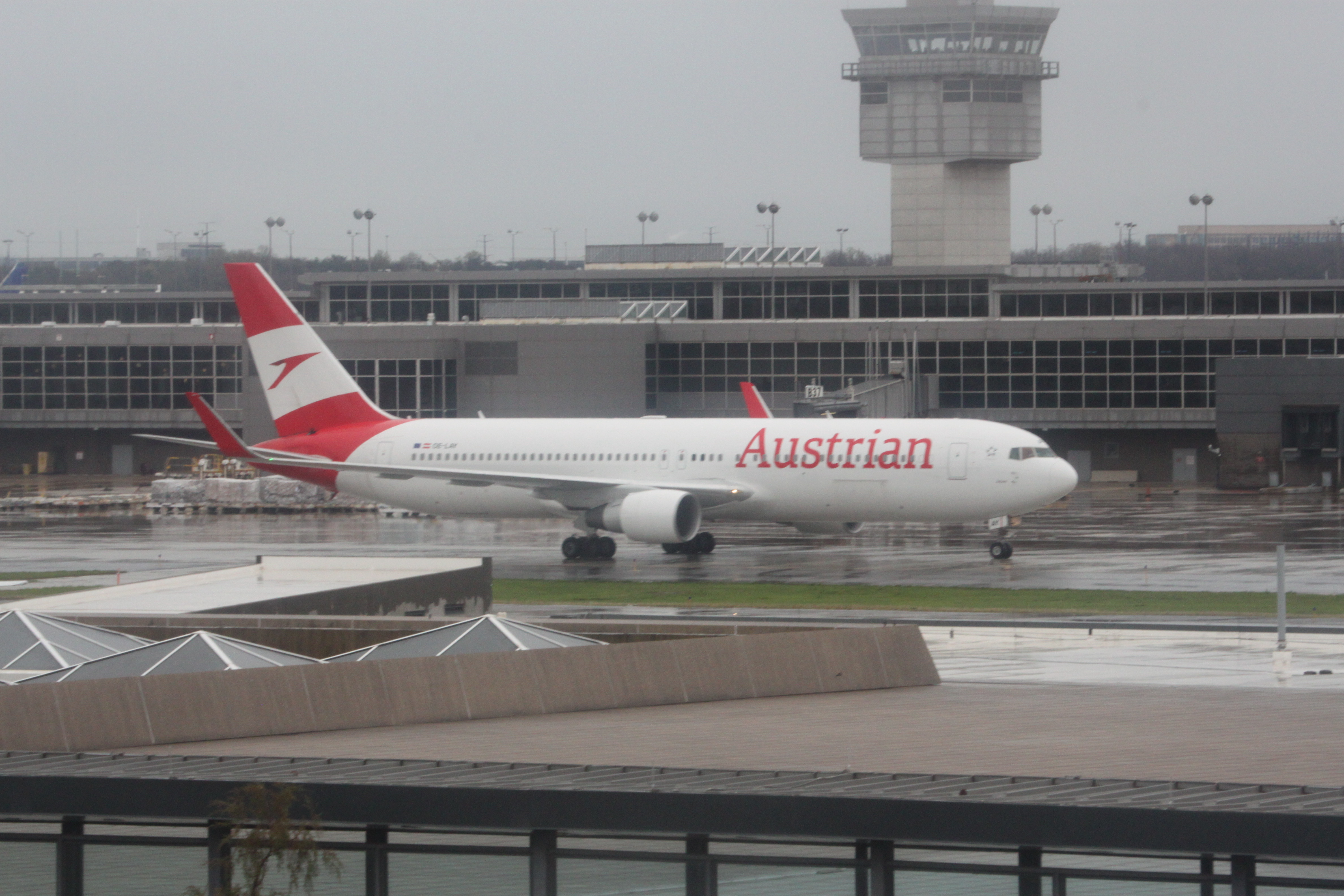
波音767在 华盛顿杜勒斯国际机场

奧地利航空曾營運過以下機型：
| 機型                 | 引進年份 | 退役年份 | 備註              |
| -------------------- | -------- | -------- | ----------------- |
| 空中巴士A310-324/325 | 1988     | 2004     |                   |
| 空中巴士A319-112     | 2004     | 2022     |                   |
| 空中巴士A330-223     | 1998     | 2007     | 售予TAP葡萄牙航空 |
| 空中巴士A340-211     | 1995     | 2006     | 售予法國空軍      |
| 空中巴士A340-313     | 1997     | 2007     | 售予瑞士國際航空  |
| 波音707-300          | 1969     | 1971     |                   |
| 波音737-6Z9          | 2008     | 2012     | 前勞達航空機隊    |
| 波音737-7Z9          | 2008     | 2012     | 前勞達航空機隊    |
| 波音737-8Z9          | 2010     | 2013     | [ 18 ] [ 19 ]     |
| 龐巴迪Dash 8-100     | 1993     | 1997     |                   |
| 龐巴迪Dash 8-400     | 2012     | 2021     | [ 20 ]            |
| 龐巴迪CRJ200         | 1996     | 2010     | [ 21 ] [ 22 ]     |
| 道格拉斯DC-8-63CF    | 1973     | 1974     | [ 23 ]            |
| 福克50               | 1988     | 1996     |                   |
| 福克70               | 1995     | 2017     |                   |
| 福克100              | 2004     | 2017     |                   |
| 道格拉斯DC-9-32      | 1971     | 1990     |                   |
| 道格拉斯DC-9-51      | 1975     | 1985     |                   |
| 麥道MD-81            | 1980     | 1999     |                   |
| 麥道MD-82            | 1982     | 2005     |                   |
| 麥道MD-83            | 1993     | 2005     |                   |
| 麥道MD-87            | 1987     | 2005     |                   |
| 卡拉維爾客機         | 1963     | 1973     |                   |
| 維克斯子爵           | 1958     | 1971     |                   |

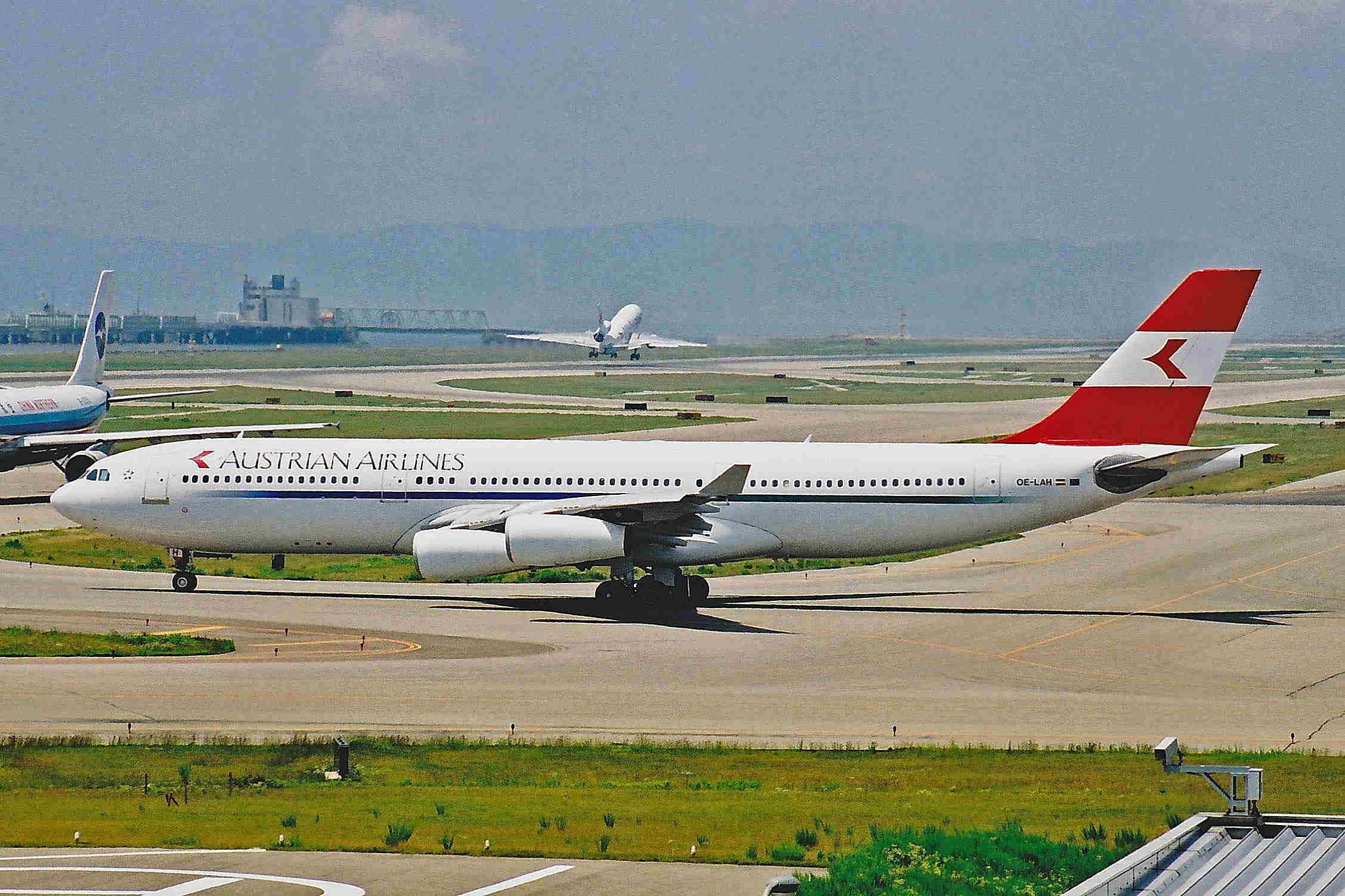
已退役的空中巴士A340-200
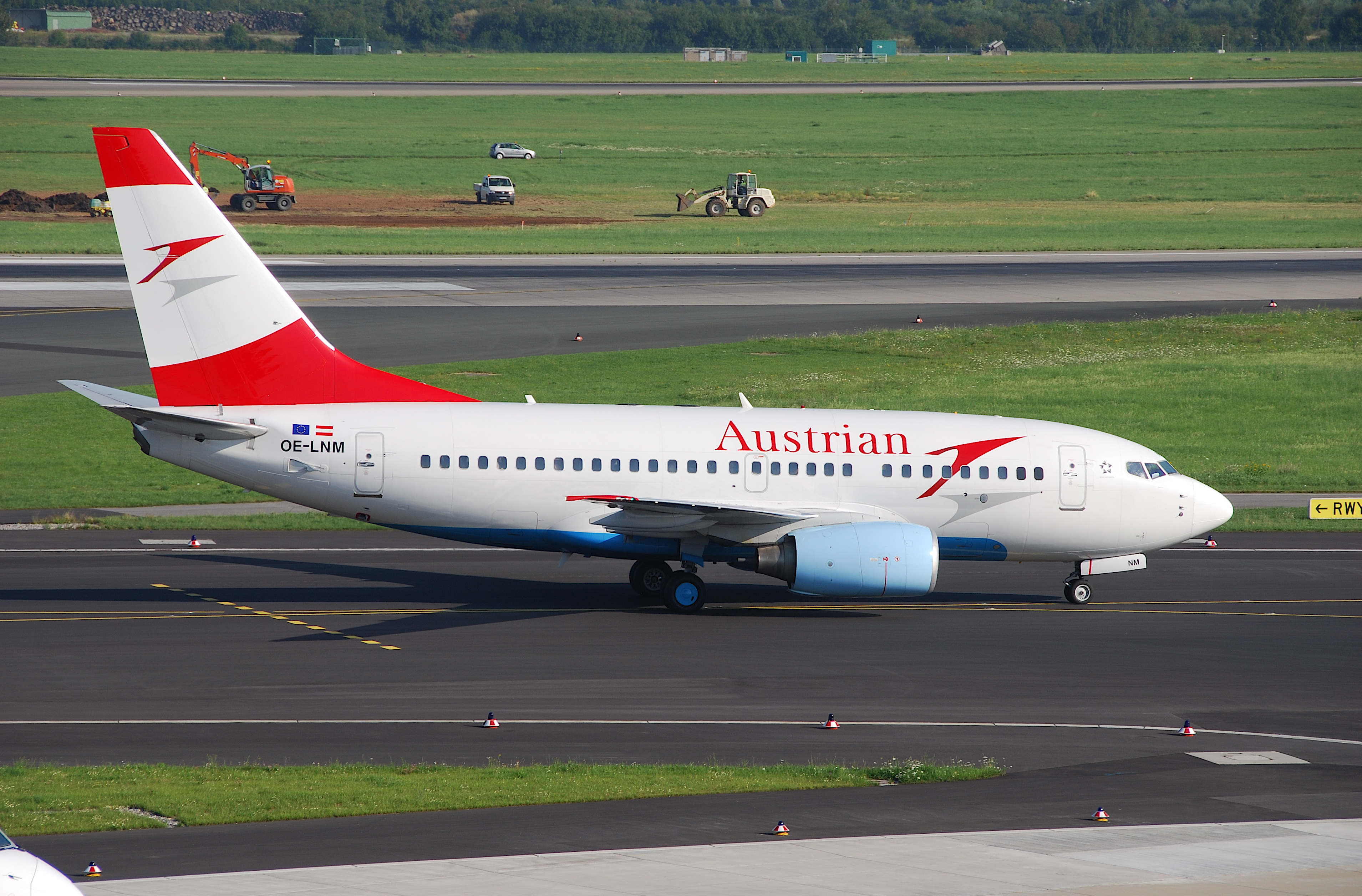
已退役的波音737-600
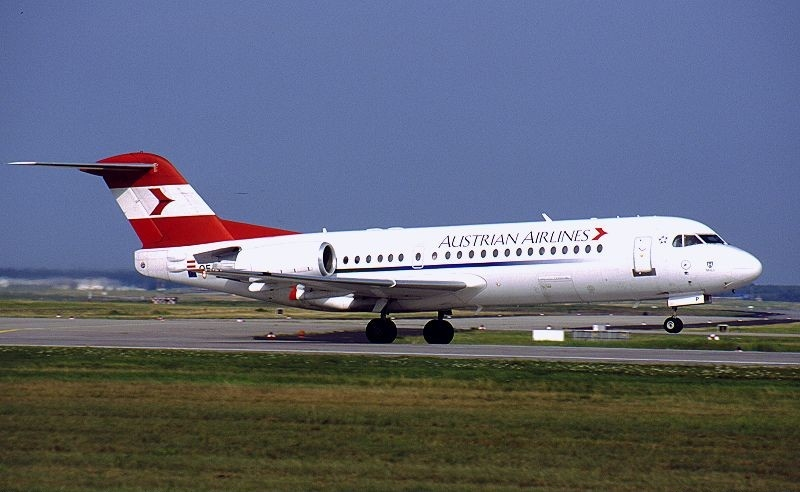
已退役的福克70
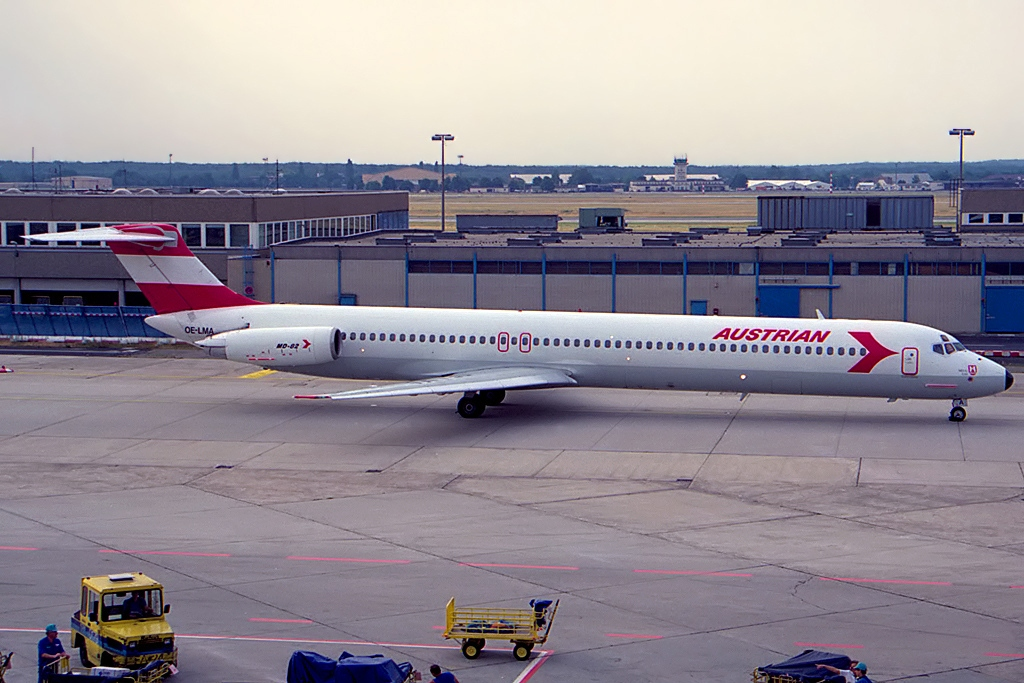
已退役的麥道MD-82

## 獎項

### Skytrax評估
- 2007年：四星級航空公司

## 外部連結
- 奧地利航空官方網頁（页面存档备份，存于）（德文）（英文）（简体中文）（法文）（俄文）（意大利文）（波兰語）（罗马尼亚文）（乌克兰語）（日語）
- 奧地利航空詳細機隊資料
- 奧地利航空乘客意見 （页面存档备份，存于）
- 奧地利航空集團（页面存档备份，存于）
- 奧地利航空貨運 （页面存档备份，存于）